# Heike monogatari
Heike monogatari (japanska 平家物語, ungefär Berättelser om Heike) är en historisk bok från Japans uråldriga historia.

## Boken
Heike monogatari är skriven på Kanji och är en episk berättelse om de två klanerna Minamoto och Taira, som stred om herraväldet över Japan i slutet av 1100-talet.
Berättelsen omfattar 13 kapitel fördelade på 3 avsnitt:
- avsnitt 1 med huvudperson generalen Taira no Kiyomori
- avsnitt 2 med huvudperson generalen Minamoto no Yoshinaka
- avsnitt 3 med huvudperson generalen Minamoto no Yoshitsune

## Historia
Heike monogatari var från början en samling muntliga berättelser som framfördes av kringresande berättare, ofta munkar, och som framfördes ackompanjerad av en "biwa" (ett stränginstrument).
Den första sammanställningen gjordes troligen av den lärde Yukinaga redan kring år 1240 och den version som idag betraktas som slutversion nedtecknades av en lärjunge till den blinda munken Kakuichi år 1371.
Den första översättningen till engelska "The Heike Monogatari", gjordes 1918 av brittiske Arthur Sadler (1), en översättning som idag betraktas som ett standardverk är "The Tale of the Heike" av amerikanske Helen Craig McCullough från 1988 (2).